# 손소희문학상
손소희문학상은 1987년 70세로 타계한 손소희의 문학적 업적을 기리기 위해 <손소희 문학 전집> 전 11권 완간을 기해 소설, 시, 평론을 대상으로 손소희의 인세와 남편인 김동리의 출연금으로 제정된 문학상이다. 계간 문예가 주관한다.

## 역대 수상 작품
- 2006년 1회 오인문 <어머니의 섬>
- 2008년 2회 김정례 <당진기행>  우선덕 <고리>
- 2009년 3회 김지연 <어차피 죽을 목숨>
- 2010년 4회 노순자 <기억의 향기>
- 2011년 5회 한상윤 <침묵지키기 그 아름다운 슬픔>
- 2012년 6회 허정수 <거짓말 부드러운 거짓말>
- 2015년 <서울20 평양60>[2]